# Frigidaire
Cet article concerne la marque. Pour l'appareil électroménager, voir réfrigérateur.

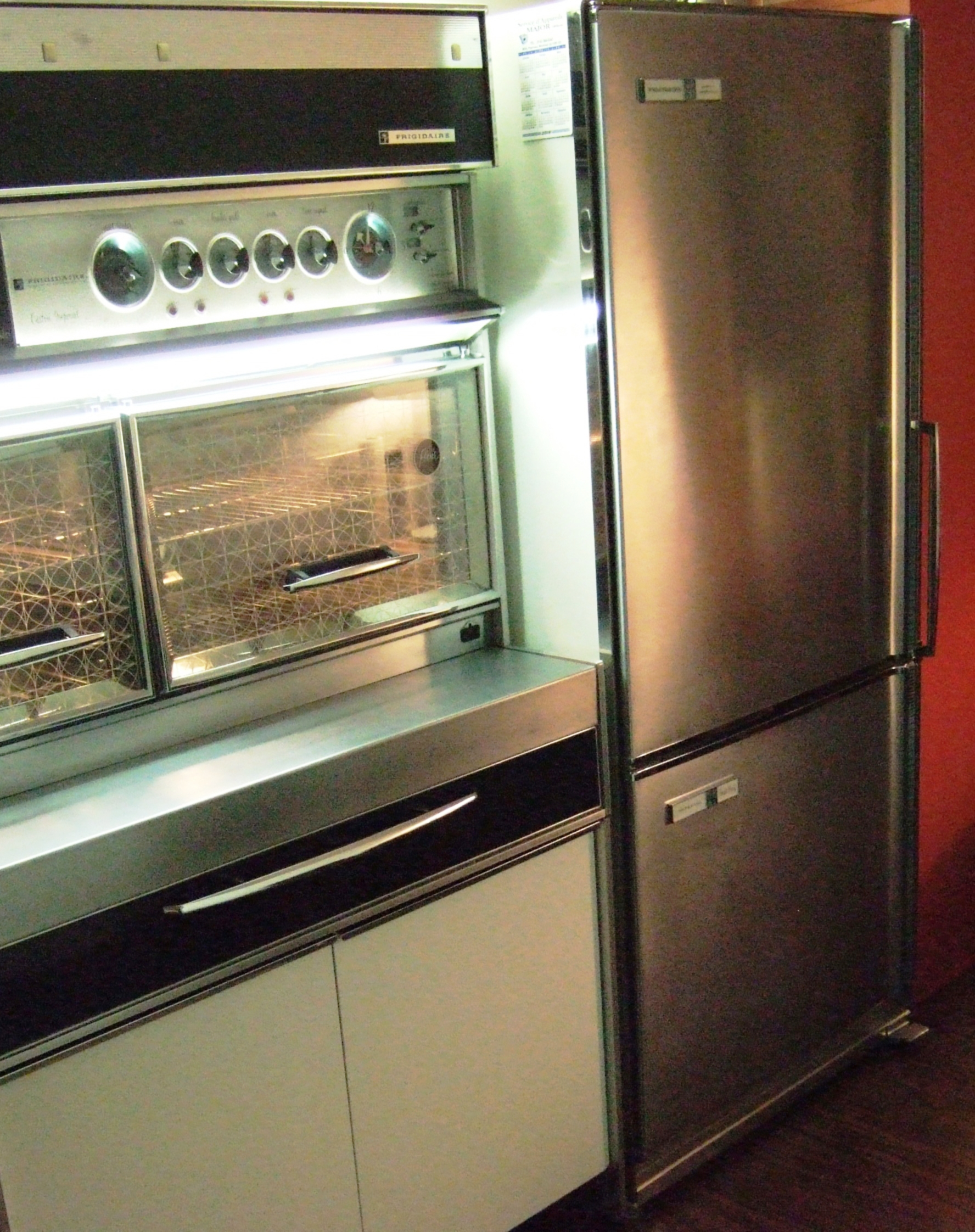
Cuisinière électrique « Custom Imperial Flair » avec hotte de ventilation et réfrigérateur « Imperial Frost-Proof » avec congélateur sans givre fabriqués par la division Frigidaire de General Motors Canada en 1962-1963.

Frigidaire est une marque créée et déposée par General Motors en 1918. Cet intitulé est devenu dans plusieurs pays un nom commun par antonomase.

## Historique
Frigidaire est une marque créée et déposée en 1918. Le nom « Frigidaire » a été choisi par William Crapo Durant, le fondateur de la société General Motors. Cette société est connue comme constructeur automobile, mais William Crapo Durant avait investi sur sa fortune personnelle dans une modeste société américaine, la Guardian Frigerator Company et avait formé le nom d'une marque en associant Frigid et Air [air glacé], sans connaître sans doute le mot latin désignant la chambre froide au sein de thermes, frigidarium. En 1919, il avait revendu à General Motors la société acquise, la Guardian Frigerator Company (et sa marque), qui était devenue la Frigidaire Corporation.
Le nom « Frigidaire », aussi familièrement appelé — sans lien avec la marque — frigo, est devenu en France, en Suisse, au Québec, au Nouveau-Brunswick, en Roumanie, en Serbie, à Madagascar ainsi qu'au Maghreb, un synonyme de réfrigérateur, par antonomase, malgré l'opposition de la société propriétaire de la marque,,, grâce à la nouveauté représentée par l'offre vendue sous cette marque lors de son introduction sur les marchés.
Durant la Seconde Guerre mondiale, la Frigidaire Corporation participe aussi à la fabrication de matériel de guerre, dont des mitrailleuses américaines Browning M2.
À la fin des années 1970, General Motors se sépare progressivement de sa division de produits électroménagers pour se recentrer sur son activité automobile. Il vend la marque Frigidaire. À partir de 1986, elle devient la propriété du groupe Electrolux Home Products.
Il existe aussi une filiale gérée par Electrolux Home Products qui fabrique des tracteurs-tondeuses portés et des petits engins d'entretiens d'espaces verts sous cette marque Frigidaire.

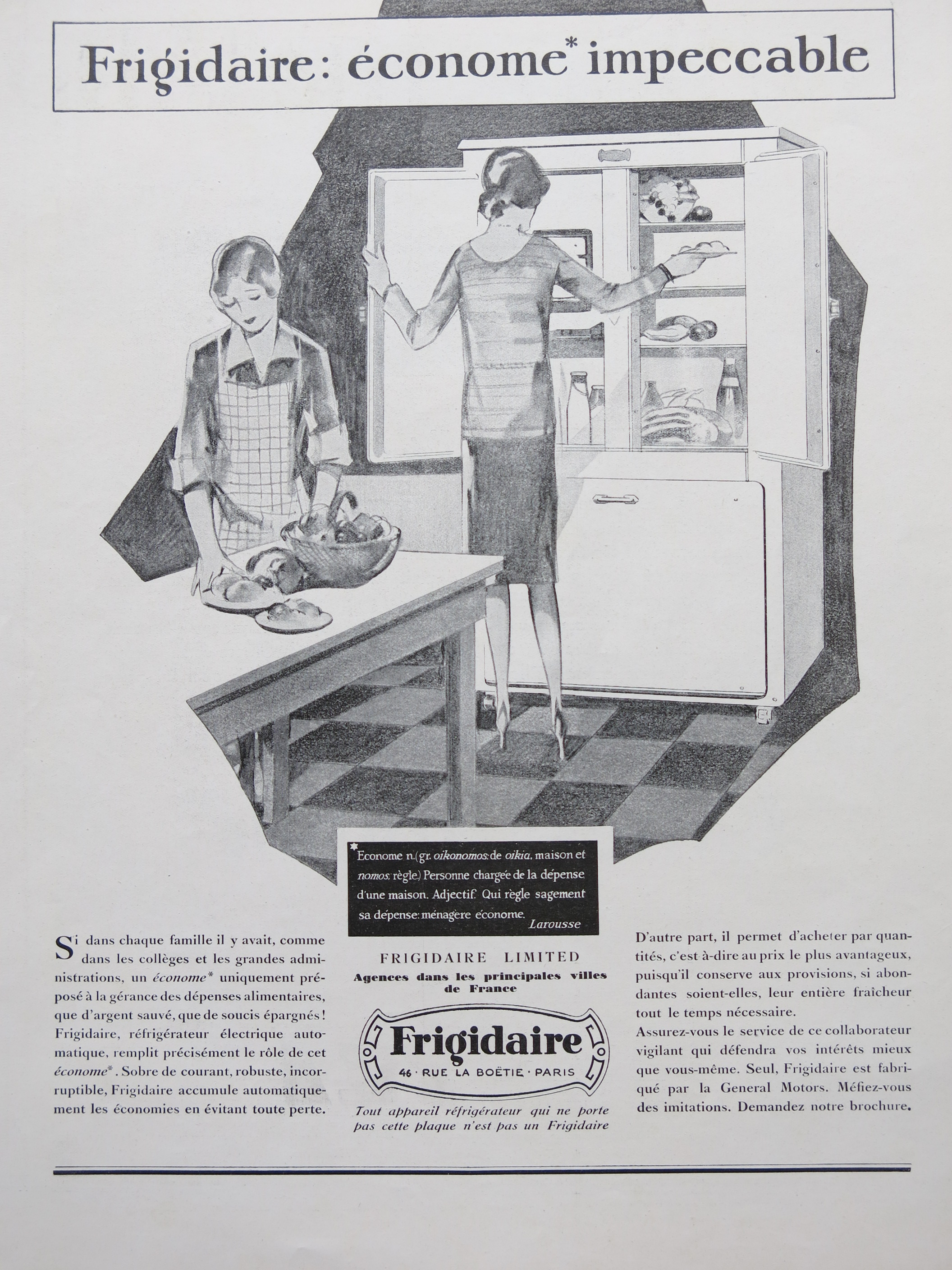
Publicité pour la marque Frigidaire en 1929 (avec la mention « tout appareil réfrigérateur qui ne porte pas cette plaque n'est pas un Frigidaire. »)
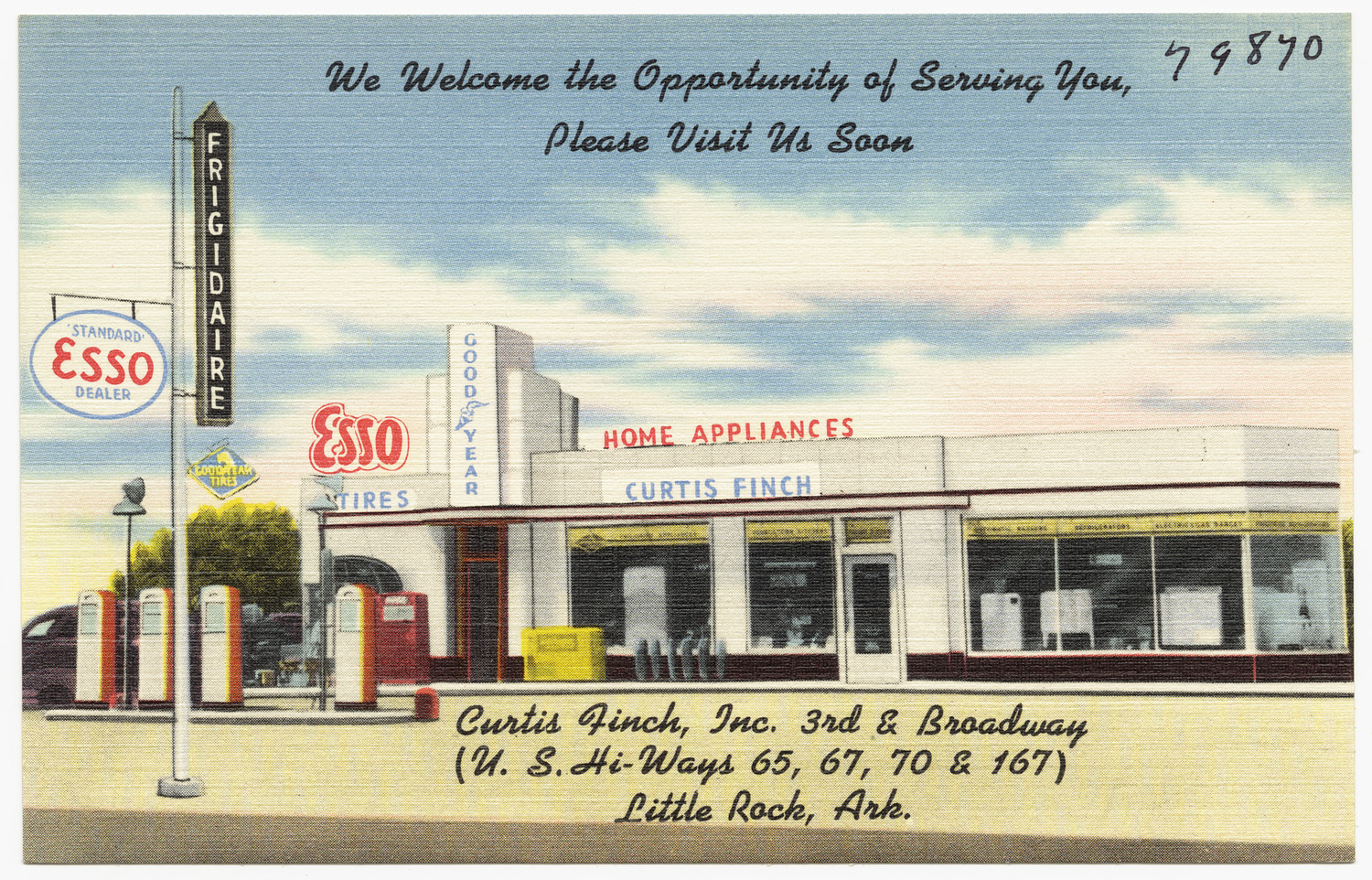
Détaillant Frigidaire et station-service Esso, à Little Rock, Arkansas, période 1930-1945